# 山田伏木
山田伏木（日语：／ Yamada Fushigi，1959年11月11日—），日本女性配音員、科學作家。出身於東京都。81 Produce所屬。本名、舊藝名。身高153cm。B型血。

## 簡歷
東京理科大學畢業。
她之前曾隸屬於圓谷Production、青二Production，但在2005年8月1日加入了81 Produce。

## 人物
她也是一名科學作家，出版了多本書。
特長：插圖、科學、嘻哈。

## 演出
粗體字表示主要角色。

### 電視動畫
1986年
- 哆啦A夢 (大山羨代版)
- 宇宙小超人的諺語物語（日语：ウルトラマンキッズのことわざ物語）（小曼）
- 銀牙 -流星 銀-（大輔的母親）
- 莫克和甜甜

1987年
- 新楓葉鎮物語 棕櫚鎮篇（維京兵A）
- 愛的小婦人物語（波麗）
- 超能力魔美（1987年—1988年，信吾、健一、小孩）
- 之後頓珍漢（日语：ついでにとんちんかん）（九官鳥）

1988年
- 變形金剛：超神 Master Force（1988年—1989年，鸚哥、布朗寧）
- 聖魔大戰（貓頭鷹太助、突助、咪咪謝恩）
- 麵包超人
- 比利犬商會（日语：ビリ犬）（白山健太）

1989年
- 惡魔君（小蝙蝠）
- 新仙魔大戰（照輝雲助）
- 西瓜皮先生（鬢毛君、男孩子）
- 美味大挑戰（1989年—1990年，小孩B、小孩C、小孩A、男孩子）

1990年
- 神通小精靈（乳馬車、文鳥）
- 大耳鼠（1990年—1991年，敦志、小孩、瑪爾星人、嬰兒、小孩、繪里E、巴布巴布）
- 夠了！阿太郎 (1990年版)（日语：もーれつア太郎）（菊千代、金次郎）
- YAWARA！a fashionable judo girl！（1990年—1992年，女大學生C、女大學生B、黑川、羽衣勝男、西海大社員、JAN職員 等）
- 奇天烈大百科（1990年—1996年，次郎、阿羅號的弟弟、孝太郎、惠、召喚師〈第2代〉、豆可羅〈第2代〉）

1991年
- 魔法使莎莉 (1989年版)（帕皮）
- 烏龍少爺（日语：おぼっちゃまくん）（安東尼奧）
- 櫻桃小丸子（1991年—1995年，一年級生、西村高志）2系列[系列 1]
- 宇宙小超人 3000萬光年尋找母親（日语：ウルトラマンキッズ 母をたずねて3000万光年）（1991年—1992年，小曼）
- 勇者鬥惡龍 達伊的大冒險 (1991年版)（1991年—1992年，米那）
- 21衛門（子高斯）

1992年
- 大拇指公主（諾布兒）
- 2020年Wonder Kiddy（日语：2020年ワンダー・キディ）（柯波特）

1993年
- 小婦人物語 南與喬老師（狄米·布魯克[8]）
- GS美神（查皮）
- 美少女戰士R（小長頸鹿）

1994年
- 七海的堤可（羅洛、班）
- 機動武鬥傳G鋼彈（1994年—1995年，霍伊）

1995年
- 空想科學世界（文斯）
- 魔法騎士雷阿斯（小孩A）

1996年
- 七龍珠GT（電腦聲音）
- 奧運高手（男孩子）

2000年
- 爆裂戰士戰藍寶（雷）

2001年
- 超能奇兵（寺田明）

2002年
- 神奇寶貝超世代（2002年—2006年，小勝）

2006年
- 捉猴啦 ～On Air～（2006年—2007年，嗶波猴[9]、黃嗶波猴）2系列[系列 2]
- 芝麻開門！（日语：味楽る!ミミカ）（普奇、瑟本）

2007年
- 森林家族（小熊）

2012年
- 哆啦A夢 (水田山葵版)（2012年—2019年，技子〈代演〉[注 1]、芒古、小貓咪、複製雞）

2015年
- 蠟筆小新（2015年—2024年，肯達馬貢、雪、烏鴉A）

2017年
- 名偵探柯南（九官鳥）

2021年
- 龍族拼圖（猿吉）

### 電影動畫
- 宇宙小超人：M7.8星的愉快伙伴（日语：ウルトラマンキッズ M7.8星のゆかいな仲間）（1984年，小曼）
- 超人力霸王USA（1989年，安迪）
- 哆啦A夢：大雄的天方夜譚（1991年，魔女）
- 哆啦A夢：大雄的創世日記（1995年，小麻小姐）
- 劇場版 捉猴啦：黃金嗶波猴·巫奇戰鬥（2002年，黃金嗶波猴）
- 劇場版 神奇寶貝超世代（2003年，小勝）4作品[系列 3]
- 超能奇兵：進化 TAO（2011年，寺田明）

### OVA
- 宇宙小超人消防隊（1986年，小曼）
- 氣質形而上 實在職業婦女講座（日语：気分は形而上）（1994年，圭子）

### 網路動畫
- 幻影神奇寶貝的主謀者（2006年，小勝）

### 遊戲
1990年代
- YAWARA！（1992年）
- 天外魔境 第四默示錄（1997年）
- 鬥神傳 昴（日语：闘神伝）（1999年，普埃拉木偶）

2000年代
- 太鼓之達人系列（2001年—2005年，和田咚〈初代〉、和田咔〈初代〉[注 2]、鼓棒老師〈初代〉）10作品[系列 4]

2020年代
- 碧藍幻想（2024年，貝克鴨（日语：アヒルのペックル））

### 角子機
- 祭典達人 WIN醬的夏日祭典（日语：祭の達人 ウィンちゃんの夏祭り）（和田咚）

### 外語配音

#### 電視影集
- 神探可倫坡 (第8季)（金髮小孩）

### 特攝影集
- 電磁戰隊百萬連者VS車連者（日语：電磁戦隊メガレンジャーVSカーレンジャー）（1998年，宇宙妖精皮可多的聲音）
- 超人力霸王蓋亞（1998年，寄生生命迪恩兹的聲音、寄生生命瑪沙迪恩茨的聲音）

### CD
- 可羅上街去（日语：キテレツ大百科 (曲)）（1987年，富士電視網特別節目「藤子不二雄的奇天烈大百科」ED）[注 3]
- 命運傳奇（米萊娜·雪瑞爾）

### 電影
- （1984年，宇良良動畫）

### 其它
- 與媽媽同樂（日语：おかあさんといっしょ） Monoran Monoran（日语：モノランモノラン）（利戈）
- 三麗鷗角色（貝克鴨（日语：アヒルのペックル））
- Benesse 進研講座（日语：進研ゼミ）（蟹丸）

## 著書
- （POPLAR社（日语：ポプラ社），2000年）
- （成美堂出版，2001年）
- （POPLAR社，2002年）
- （大月書店，2004年）
- （岩波書店，2006年）

## 腳註

## 外部連結
- 山田伏木 （日語）—81 Produce公式官網